# Aeroclube de Birigui
O Aeroclube de Birigui ICAO: SJWQ) é um aeródromo regional, localizado no município brasileiro de Birigui, no interior do estado de São Paulo.

## Sobre
Denominado SJWQ, o Aeroporto de Birigui abriga hoje sete hangares onde estão instalados o Aeroclube de Birigui e a FMA - Felício Manutenção de Aeronaves.

## Dados técnicos
- Birigui / SP  - SJWQ
- Nome do Aeroporto: Aeroclube de Birigui - CMTE Munir Djabak
- Administração: Privada
- Telefone: (18) 3211-3984
- Dimensões da Pista: 900 x 18m
- Altitude: 1339 pés
- Revestimento da Pista: Asfalto
- Designativo das Cabeceiras: 13/31 (Cabeceira Predominante: 13)
- Resistência da pista: 5.000kg/0.50MPa
- Coordenadas Geográficas: 21°13'00"S/050°18'21"O